# Einheits-Übereinkommen von 1961 über Suchtstoffe
Das Einheits-Übereinkommen von 1961 über Suchtstoffe, in Österreich Einzige Suchtgiftkonvention 1961, englisch Single Convention on Narcotic Drugs 1961, französisch Convention unique sur les stupéfiants de 1961 ist ein internationales Vertragswerk mit dem Ziel, die Verfügbarkeit einiger Drogen einzuschränken. Es ersetzte zahlreiche zwischen 1912 und 1953 abgeschlossene internationale Übereinkommen und Protokolle. Das Einheitsabkommen bindet als völkerrechtlicher Vertrag über 180 Staaten aufgrund internationalen Rechts und bestimmt teilweise direkt nationale Suchtgiftgesetze. Mehrere Artikel des Einheitsübereinkommens wurden mit dem Protokoll vom 25. März 1972 geändert oder ergänzt.

## Überblick
Das Einheits-Übereinkommen über Suchtstoffe von 1961 bildet bis heute die Basis der weltweiten Drogenkontrolle. Es umfasst die Pflanzen Kokastrauch, Schlafmohn und Indischer Hanf (Cannabis), die pflanzlichen Rohstoffe Opium, Mohnstroh und Opiate und Heroin, außerdem einige synthetische Opioide wie Methadon. Es beschränkt das Anbauen, Gewinnen, Herstellen, Ausziehen, Zubereiten, Besitzen, Anbieten, Feilhalten, Verteilen, Kaufen, Verkaufen, Liefern, Vermitteln, Versenden, Durchführen, Befördern, Einführen und Ausführen der im Abkommen als Betäubungsmittel (englisch narcotic drugs) bezeichneten Stoffe.
Dem Abkommen liegt die in der Präambel als „Erkenntnis“ bezeichnete Auffassung zugrunde, „dass die Betäubungsmittelsucht für den Einzelnen ein Übel und für die Menschheit eine wirtschaftliche und soziale Gefahr darstellt“. Die Proponenten des Einheitsabkommens und ähnlicher früherer Abkommen erachteten die Beschränkung des Betäubungsmittelangebots (englisch supply control) als geeignet, dieses Übel zu bekämpfen. Um den Konsum unerwünschter Drogen zurückzudrängen, wurde vor allem auf die Bekämpfung des Anbaus und der Herstellung gesetzt. Entsprechend verfolgt das Abkommen eine strikt auf Prohibition ausgelegte Politik und verbietet jeden nichtmedizinischen und nichtwissenschaftlichen Gebrauch (Artikel 4). Ländern mit traditionellem Drogenkonsum wie dem Opiumrauchen oder Kokakauen, aber auch nichtmedizinischem Cannabisgebrauch, wurden nach Maßgabe des Artikels 49 Übergangsfristen von bis zu 25 Jahren eingeräumt. Voraussetzung dafür war, dass der Konsum der Droge im betreffenden Land üblich und zum 1. Januar 1964 legal war.
Die Suchtstoffkommission der UNO und die Weltgesundheitsorganisation wurden ermächtigt, Drogen entsprechend den vier Klassen (englisch schedules) des Abkommens zusätzlich aufzunehmen, zu entfernen oder neu zu kategorisieren. Der Suchtstoffkontrollrat wurde beauftragt, die weltweite Drogenproduktion, den Handel und die Verteilung zu überwachen. Dem UNODC schließlich wurde die Aufgabe übertragen, die Situation in den einzelnen Ländern zu überwachen und mit den örtlichen Behörden zusammenzuarbeiten.
Das Einheitsabkommen von 1961 wurde durch das Protokoll von 1972 geändert und durch weitere Betäubungsmittelabkommen ergänzt: Zum einen 1971 mit der Konvention über psychotrope Substanzen, die der Kontrolle von LSD, Ecstasy und anderen psychotropen Stoffen gilt; zum anderen 1988 durch das Übereinkommen der Vereinten Nationen gegen den unerlaubten Verkehr mit Suchtstoffen und psychotropen Stoffen, das auf die Unterbindung von Geldwäsche und organisierter Kriminalität im Zusammenhang mit dem Drogenhandel abzielt.

## Entstehungsgeschichte
Bereits vor dem Zweiten Weltkrieg hatte der Völkerbund die Internationalen Opiumabkommen 1912 und 1925 sowie das Abkommen zur Beschränkung der Herstellung und zur Regelung der Verteilung der Betäubungsmittel 1931 verabschiedet, die sich jeweils nur auf einige pflanzliche Drogen beschränkten, darunter vor allem Opium, Koka, Cannabis und deren Derivate.  Aufgrund dieser starren Auslegung mussten für die Aufnahme zusätzlicher, vormals entweder unbekannter oder als ungefährlich erachteter Substanzen zusätzliche Abkommen vereinbart werden. Das damit verbundene umständliche Prozedere und die langwierige Ratifikation durch die Unterzeichnerstaaten ließen bei den Verantwortlichen den Wunsch nach einer flexibleren Lösung aufkommen. Erste Forderungen in dieser Richtung kamen bereits 1948 auf, doch dauerte es bis 1961, dass der UN-Wirtschafts- und Sozialrat eine Versammlung von Bevollmächtigten aus 73 Staaten zur Verabschiedung eines völkerrechtlichen Vertrages einberief.
Das Einheitsabkommen sollte neun davor abgeschlossene Drogenabkommen zusammenfassen und ersetzen. Am Entwurf wurde über zehn Jahre lang gearbeitet. Bei der Konferenz zur Verabschiedung des Einheitsabkommens im Januar 1961 bildeten sich fünf Fraktionen, abhängig von den nationalen Interessen der beteiligten Staaten:

### Anbauländer
Länder, in denen Drogenpflanzen kultiviert wurden, waren seit den ersten Opiumabkommen im Fokus internationaler Kontrollmaßnahmen. Gleichzeitig war der Konsum pflanzlicher Drogen in diesen Ländern seit langem kulturell akzeptiert. Für die Vertreter dieser Länder bedeuteten Anbauverbote wirtschaftliche Einbußen und sozialen Unfrieden. Indien, Türkei, Griechenland, Afghanistan, Pakistan, Vietnam, Laos, Burma, Thailand und Jugoslawien sprachen sich daher für eher schwache Anbau- und Exportkontrollen aus. Unterstützt wurden sie dabei von den südamerikanischen Kokaländern sowie cannabisproduzierenden Staaten des Maghreb und am Horn von Afrika. Sie befürworteten nationale Maßnahmen statt strenger internationaler Kontrolle.
Auf besondere Kritik der Anbauländer stieß die als doppelzüngig empfundene Haltung westlicher Herstellerländer, die bloß moderne Erzeugnisse des westlichen wissenschaftlich-pharmazeutisch-industriellen Sektors bewerbe und verkaufe, während sie pflanzliche Drogen und landwirtschaftliche Rohstoffe anderer Länder kontrollieren wolle. Daher hatten die Anbauländer im Gegenzug ein besonderes Interesse an der Kontrolle von synthetischen Opioiden und so genannten „psychotropen Stoffen“ wie Barbituraten, Amphetaminen und manchen Halluzinogenen, die nicht vom Regime des Einheitsabkommens umfasst waren. Außerdem ließen sie sich ihre Zustimmung mit großzügigen Zusagen für Entwicklungshilfe abgelten, um Einkommensausfälle nicht alleine zu tragen. Die Gruppe der Anbauländer wurde von einem kleinen Block mehrheitlich westeuropäischer Länder unter der Führung Großbritanniens (Großbritannien, Schweiz, Deutschland, Niederlande, Italien, Japan) in ihrer Forderung nach einer geringeren Kontrolle des Anbaus unterstützt. Diese Staaten befürchteten einerseits, dass zu weitreichende Forderungen an die Anbauländer die weltweite Akzeptanz des Abkommens schwächten, andererseits befürchteten sie einen Preisanstieg bei pharmazeutischen Rohstoffen. Gleichzeitig widersetzten sie sich Forderungen der Anbauländer nach der Kontrolle synthetisch hergestellter Betäubungsmittel.
Die Anbauländer konnten ihre Standpunkte in einigen Bereichen durchsetzen: sie entschärften die ursprünglich vorgesehenen Inspektionen, bewirkten die Streichung von Bestimmungen über verpflichtende Embargos gegen zuwiderhandelnde Staaten, erwirkten die Kontrolle synthetischer Opioide und des Mohnstrohs,  und sie verhinderten das vollständige Verbot des Anbaus von Cannabis. In anderen wesentlichen Punkten mussten sie jedoch Einschränkungen hinnehmen: sie mussten regelmäßige Schätzungen ihrer Produktion und ihres Verbrauchs abgeben und den Anbau, den Ankauf und die Lagerung der Ernte verstaatlichen, um Private vom Besitz größerer Betäubungsmittelbestände auszuschließen (Artikel 23). Das Einheitsabkommen führte vier Substanzkategorien ein, so genannte Tabellen (englisch schedules). Pflanzliche Opiate, synthetische Opioide und einfache Zubereitungen wie Heroin, Kokain und Cannabis fanden sich unter den streng kontrollierten Substanzen in den Tabellen I und IV, während einige wenige synthetische Betäubungsmittel wie Kodein und kodeinbasierte Drogen in den weniger streng kontrollierten Tabellen II und III aufschienen. Die restriktiven Bestimmungen zur Beschränkung des Anbaus und der Herstellung trafen hauptsächlich Opium produzierende Staaten, in geringerem Ausmaß auch Kokaproduzenten, während Cannabis produzierende Staaten kaum ernste Sanktionen befürchten mussten (Artikel 28 und 49).

### Herstellerländer
In dieser Gruppe waren vor allem westliche Länder wie die Vereinigten Staaten, Großbritannien, Deutschland, Kanada, die Schweiz, die Niederlande und Japan vertreten. Diese Länder waren mehr oder weniger stark vom zunehmenden Konsum illegaler Drogen betroffen. Entsprechend groß war ihr Interesse an strengen Kontrollmaßnahmen für den Anbau von Mohn, Cannabis und Koka. Gleichzeitig setzten sie sich – unterstützt von einer engagierten Pharma-Lobby – jedoch dafür ein, dass ähnlich strenge Maßnahmen nicht für die Erforschung, Herstellung und den Vertrieb synthetischer Drogen und Pharmazeutika gelten sollten. Um ihre Interessen durchzusetzen, verwendeten die Vertreter der Herstellerländer die Argumente der Anbauländer, die sie zuvor zurückgewiesen hatten: es gebe keine hinreichenden Beweise für die Schädlichkeit dieser Substanzen, man solle potenziell nützliche Substanzen nicht vorverurteilen, und man solle lieber den Ländern die Kontrolle überlassen, statt nach einem globalen Kontrollregime zu rufen.

#### Vereinigte Staaten
Die Vereinigten Staaten gehörten zu den Herstellerländern und  hatten ein zwiespältiges Verhältnis zum Einheitsabkommen. Harry J. Anslinger, Chef des US-amerikanischen Bundesamts für Betäubungsmittel (Federal Bureau of Narcotics), opponierte gegen das Vertragswerk, weil er es als unzureichend und lückenhaft empfand. Anslingers Forderung nach einer umfassenden Kontrolle der landwirtschaftlichen Produktion erwies sich als undurchführbar, notwendige Kompromisse höhlten das von ihm angestrebte Ziel aus. Außerdem schwächte das Einheitsabkommen Anslingers Stellung als unhinterfragter Herrscher der US-Drogenpolitik. Seine Macht stützte sich großteils auf seine Interpretation des Artikels 15 des Abkommens zur Beschränkung der Herstellung und zur Regelung der Verteilung der Betäubungsmittel 1931. Artikel 15 machte die Errichtung einer „besonderen Verwaltung“ zur Kontrolle des legalen und zur Bekämpfung des illegalen Drogenhandels erforderlich; Anslinger gelang es, unter Berufung auf diesen Artikel 30 Jahre lang allen Versuchen zur Reform seiner Behörde zu widerstehen. Da das Abkommen 1931 durch das Einheitsabkommen 1961 ersetzt werden sollte, erwies sich auch die besondere Stellung von Anslingers Behörde als hinfällig. Anslinger versuchte daher mit allen Mitteln, das Opiumprotokoll von 1953 in Kraft treten zu lassen, in der Hoffnung, die Ratifikationen des Einheitsabkommens 1961 im letzten Augenblick zu verhindern. Er blieb den Sitzungen der Suchtstoffkommission fern und ließ sich fortan von vergleichsweise unerfahrenen Delegierten vertreten. Ihre Bemühungen beschränkten sich überwiegend auf die Bekämpfung der von den Anbauländern vorgeschlagenen Bestimmungen für die Kontrolle von psychotropen Stoffen und die Durchsetzung besonderer Bestimmungen, um der Coca-Cola Company die Einfuhr von Kokablättern für die Herstellung aromatischer Getränke zu ermöglichen (Artikel 27).
Obwohl Anslinger es schaffte, das Opiumprotokoll 1953 durch den Beitritt Griechenlands und der Türkei 1963 in Kraft treten zu lassen, verlor er letztlich den Kampf gegen die Unterstützer des Einheitsabkommens. Bei der Sitzung des UN-Wirtschafts- und Sozialrats im Herbst 1962 stimmten 81 Staaten für das Einheitsabkommen, nur die Vereinigten Staaten stimmten dagegen. Das Einheitsabkommen trat trotzdem 1964 in Kraft. 1966 konnten sich schließlich Anslingers Gegner im State Department durchsetzen, das Einheitsabkommen wurde von den Vereinigten Staaten am 25. Mai 1967 ratifiziert, das Federal Bureau of Narcotics 1968 aufgelöst.

### Befürworter einer strengen Kontrolle
Länder wie Frankreich, Schweden, Brasilien und China, in denen weder der Anbau von Drogenpflanzen noch die pharmazeutische Industrie eine große Rolle spielten, sprachen sich für eine einheitlich strenge Kontrolle aus. Zum einen war der Gebrauch von Betäubungsmitteln in manchen dieser Länder kulturell nicht verwurzelt, zum anderen hatten sie die Folgen des illegalen Drogenhandels zu bewältigen: Insbesondere China war seit dem 18. Jahrhundert mit dem Phänomen des Opiumrauchens konfrontiert, weswegen im 19. Jahrhundert sogar Opiumkriege ausgetragen wurden. Diese Staatengruppe sprach sich daher für eine strikte Kontrolle aus. Drogengebrauch sollte nur zu medizinischen oder wissenschaftlichen Zwecken gestattet sein.

### Befürworter einer schwachen Kontrolle
Die meisten Staaten des Ostblocks forderten lediglich eine schwache Kontrolle, weil sie zum einen laut offizieller Darstellung nur in sehr geringem Maß mit dem Gebrauch illegaler Drogen konfrontiert waren und zum anderen auch nicht gewillt waren, aufgrund internationaler Abkommen Einschränkungen ihrer Souveränität hinzunehmen – z. B. in Form von Inspektionen durch UN-Abordnungen. Aufgrund von ideologischen Überzeugungen galt Drogenabhängigkeit in den sozialistischen Ländern als eine Folge der dekadenten westlich-kapitalistischen Lebensweise, die im Sozialismus von allein verschwinde und somit kein beunruhigendes Problem darstelle. Außerdem weigerten sich die Staaten des Ostblocks, eigene Statistiken über die Anzahl von Drogenabhängigen zu veröffentlichen, sie spielten die Problematik herunter oder leugneten ihre Betroffenheit. Die UdSSR widersetzte sich dem Vorschlag, die Zahl der Anbauländer zu beschränken, um diese Länder bei der Verwertung ihrer landwirtschaftlichen Ressourcen nicht zu behindern.

### Neutrale Gruppe
Eine Reihe von Staaten fühlte sich von der Thematik nur wenig betroffen und nahm eine neutrale Haltung ein. Dazu zählten die meisten afrikanischen und zentralamerikanischen Länder, die nicht kokaproduzierenden westlichen Staaten, Luxemburg und der Vatikanstaat. Je nach nationalen Interessen schlossen sich diese Staaten ihrem jeweiligen politischen Block an, versuchten ihre Stimme gegen anderweitige Zugeständnisse zu handeln oder versuchten, zwischen den extremen Positionen innerhalb der Versammlung zu vermitteln. Während die Sowjetunion Zwangstherapien für Drogenabhängige vorschlug, befürchtete der Vatikan, dass sozialistische Staaten den Vorwurf der Drogenabhängigkeit für die Verfolgung von kirchenfreundlichen Kreisen missbrauchen könnten, und widersetzte sich dem Vorschlag.

## Ergebnisse der Konferenz von 1961
Es dauerte acht Wochen, bis aus all diesen teils widersprüchlichen Interessen  ein für alle akzeptables Vertragswerk entstand. Mehrere Vorschläge wurden abgeschwächt; so wurde etwa von verpflichtenden Embargos gegenüber Staaten abgesehen, die der Absicht der Konvention zuwiderhandeln. Auch die vorgesehene Limitierung des Opiumanbaus auf sieben Staaten, wie ihn das noch nicht ratifizierte New Yorker Opiumprotokoll von 1953 vorsah, wurde verworfen. Stattdessen beschloss man andere Regulierungsmaßnahmen, zu deren Kontrolle der Suchtstoffkontrollrat ins Leben gerufen wurde. Ebenso wurde ein Totalverbot von Heroin und einigen anderen Drogen zugunsten einer Klassifizierung als besonders gefährliche, aber dennoch verkehrsfähige Substanzen aufgegeben.
Mit dem Einheitsabkommen wurden vier Substanzkategorien geschaffen sowie ein Reglement, um künftig weitere Substanzen diesen Kategorien zuzuordnen, ohne deshalb das Rahmenvertragswerk grundlegend ändern zu müssen. Neben Schlafmohn und dem Koka-Busch wurde auch Cannabis als international kontrollierte Drogenpflanze erfasst, wie bereits zuvor im Internationalen Opiumabkommen 1925. Es wurde ein globales Meldesystem errichtet, bei dem Mitgliedsstaaten des Abkommens die von ihnen produzierten, ein- und ausgeführten, eingelagerten sowie verbrauchten Betäubungsmittel an den Suchtstoffkontrollrat melden müssen. Diese Regelung wurde ebenfalls aus früheren Drogenabkommen übernommen, um die Herkunft illegaler Suchtmittelbestände einfacher zu bestimmen.
Das namentliche Festschreiben der Mohn-, Koka- und Cannabis-Pflanzen im Vertragstext zielte darauf ab, eine spätere Deregulierung oder Einstufung in eine minder streng kontrollierte Kategorie von vornherein zu verhindern. Entsprechend zufrieden verkündete 1962 das Bulletin on Narcotics der Suchtstoffkommission: „Nach einer klar definierten Übergangsfrist wird der nichtmedizinische Gebrauch von Drogen – wie z. B. das Rauchen und Essen von Opium, der Konsum von Cannabis (Haschisch, Marihuana) und das Kauen von Kokablättern – überall illegal sein. Mitarbeiter der internationalen Drogenkontrolle haben ein halbes Jahrhundert dafür gekämpft, dieses Ziel zu erreichen.“
Am 3. August 1962 ordnete der UN-Wirtschafts- und Sozialrat die Ausgabe des Kommentars zum Einheitsabkommen über die Betäubungsmittel an. Der Kommentar wurde vom Stab des Generalsekretärs der Vereinten Nationen verfasst und sollte die Interpretation des Abkommens erleichtern.

## Inkrafttreten und Weiterentwicklung
Das Abkommen trat am 13. Dezember 1964 in Kraft und  wurde von über 180 Staaten ratifiziert. In Deutschland trat es am 2. Januar 1974, in Österreich am 3. März 1978,  in der  Schweiz bereits am 22. Februar 1970 in Kraft. Folgende Staaten haben es nicht ratifiziert: Angola, Äquatorialguinea, Kiribati, Nauru, Osttimor, Ruanda, Samoa, Tuvalu, Vanuatu, Vatikanstadt. Eine Vertragspartei kann das Abkommen jeweils mit Wirkung ab dem 1. Januar des folgenden (bei Kündigung zwischen Januar und Juni) oder des nächstfolgenden Jahres (bei Kündigung zwischen Juli und Dezember) kündigen (Art. 46).
Mit der Konvention über psychotrope Substanzen vom 21. Februar 1971 wurde die Liste der kontrollierten Stoffe auf psychotrope Substanzen wie Amphetamin, Barbiturat oder LSD erweitert. Die Konvention trat am 16. August 1976 in Kraft.
Am 21. Mai 1971 schlug der UN-Wirtschafts- und Sozialrat vor, auf einer weiteren Konferenz über Ergänzungen des Einheitsabkommens zu beraten. Diese Konferenz fand vom 6. März bis 24. März 1972 in Genf statt und führte zum Protokoll vom 25. März 1972, das am 8. August 1975 in Kraft trat.
Gegen das organisierte Verbrechen und Geldwäsche im Zusammenhang mit Drogen richtet sich vor allem das Übereinkommen der Vereinten Nationen gegen den unerlaubten Verkehr mit Suchtstoffen und psychotropen Stoffen, das am 20. Dezember 1988 in Wien verhandelt wurde und am 11. November 1990 in Kraft trat.
Bolivien machte  2009 den Vorschlag, gewisse Bestimmungen bezüglich des Kokablatts aus dem Abkommen von 1961 zu streichen. Dieser Vorschlag wurde von den anderen Vertragsparteien abgelehnt. Am 29. Juni 2011 kündigte Bolivien das Einheitsabkommen mit Wirksamkeit ab dem 1. Januar 2012. Es trat dem Einheitsabkommen am 10. Januar 2012 unter dem Vorbehalt zu Artikel 50 bei, dass es Anbau, Handel und Konsum von Koka-Blättern in seinem Land gestatten darf. 15 Vertragsparteien erhoben innerhalb eines Jahres Einspruch, womit das für eine Ablehnung verlangte Quorum von einem Drittel aller Staaten klar verfehlt wurde. Somit konnte Bolivien am 11. Januar 2013 wieder als Vertragspartei aufgenommen werden.
Im November 2012 stellte der Präsident des Suchtstoffkontrollrates fest, dass die Legalisierung des Anbaus und des Besitzes von Cannabis in den US-Bundesstaaten Colorado und Washington gegen das Abkommen verstoße. Er ersuchte die USA, die Konformität mit dem Abkommen wiederherzustellen.

## Verstöße
Kanada und Uruguay verstoßen mit der Legalisierung von Cannabis als Rauschmittel offen gegen das Abkommen, ohne dass dies bisher Konsequenzen hatte.

## Ausnahmeregelungen
Das Einheitsabkommen betont wiederholt die medizinische Bedeutung eines Teils der betroffenen Drogen. Bereits die Präambel stellt fest, dass „die ärztliche Verwendung von Betäubungsmitteln zur Schmerzlinderung weiterhin unerlässlich bleibt, und dass die als notwendig erachteten Maßnahmen getroffen werden müssen, damit Betäubungsmittel für diesen Zweck zur Verfügung stehen“. Die Artikel 1, 2, 4, 9, 12 und 49 behandeln unter anderem die wissenschaftlich-medizinischen Verwendung der jeweiligen Substanzen. Den Unterzeichnerstaaten wird das Recht zugesprochen, kontrollierte Substanzen aufgrund nachweispflichtiger Verschreibungen abzugeben.

## Strafbestimmungen
Gemäß Artikel 36 sind die Vertragsparteien „unter Vorbehalt ihrer verfassungsrechtlichen Bestimmungen“ verpflichtet, „die notwendigen Maßnahmen, um das gegen die Bestimmungen dieses Übereinkommens verstoßende Anbauen, Gewinnen, Herstellen, Ausziehen, Zubereiten, Besitzen, Anbieten, Feilhalten, Verteilen, Kaufen, Verkaufen, Liefern – welcher Art es auch sei –, das Vermitteln, Versenden, Durchführen, Befördern, Einführen und Ausführen von Betäubungsmitteln sowie jede der nach Ansicht der betreffenden Vertragspartei gegen die Bestimmungen dieses Übereinkommens verstoßende sonstige Handlung mit Strafe zu bedrohen, wenn sie vorsätzlich begangen wird, sowie schwere Widerhandlungen angemessen zu ahnden, insbesondere mit Gefängnis oder andern Arten des Freiheitsentzuges.“ Die Umsetzung der jeweiligen Maßnahmen obliegt dabei den einzelnen Staaten. Insbesondere sind die Vertragsparteien gemäß Artikel 39 berechtigt, schärfere oder strengere Kontrollmaßnahmen zu treffen, als im Übereinkommen vorgesehen.

## Tabellen
Das Einheitsabkommen listet Drogen in vier kontinuierlich aktualisierten Tabellen auf, die die Verkehrsfähigkeit in unterschiedlichem Maß einschränken. Diese Beschränkungen nehmen von Tabelle I bis Tabelle III ab. Tabelle IV bildet eine Teilmenge von Tabelle I und nimmt einen Sonderstatus ein. Die in ihr aufgeführten Substanzen und Zubereitungen sind generell nicht verkehrsfähig. Dies bedeutet die Reihenfolge von sehr restriktiv bis am wenigsten restriktiv lautet: Tabelle IV, Tabelle I, Tabelle II, Tabelle III.
Änderungen der Zuordnung von Substanzen unterliegen den Bestimmungen des Artikels 3.